# 24260 Krivan
24260 Krivan este o planetă minoră (asteroid), cu un diametru de 8,32 km, din centura de asteroizi. A fost descoperită pe 13 decembrie 1999 la Ondřejovská hvězdárna⁠(d) de Peter Kušnirák⁠(d) și a fost numită după Kriváň⁠(d). 
Obiectul prezintă o orbită caracterizată de o semiaxă mare de 2,5978447 UAi, o excentricitate de 0,13095, o înclinație de 14,28351 ° în raport cu ecliptica.